# 金实
金實（1371年—1439年），字用誠，浙江开化人。明朝初期政治人物。
永乐初年，其上书谈治道。深受明成祖朱棣嘉奖，后对策后任翰林典籍。参与编著《明太祖實錄》、《永樂大典》，选为東宮講官。此后担任左春坊左司直。明仁宗时，担任衛府左長史。正统初年，去世。